# 横山エミー
横山 エミー（よこやま エミー、1956年12月9日 - ）は、日本の元グラビアモデル、女優、AV女優である。
水着のキャンペーンガールを経て、数々の雑誌のグラビアに登場。自由奔放な言動が度々マスコミで取り上げられた。一児の母。

## 来歴・人物
1978年に水着キャンペーンガールとしてデビュー。グラマラスな肢体が話題になった。各週刊誌のグラビアを飾った同年、大人向け人気番組「11PM」の8代目アシスタントへ抜擢。週に2回、深夜のお茶の間へ登場したことが彼女の人気を決定的なものにする。
1980年には健康的な魅力を印象づけた一方で、マスコミを相手に際どい発言を繰り返す事も多く、芸能界においてはワイドショーやゴシップ記事のネタに事欠かないポジションとなっていった。
1979年、篠原とおるの原作を映画化した『スーパーGUNレディ ワニ分署』に主演。その後、数本のポルノ映画へ出演。
多くの著名人や芸能人が通う六本木のゲイバーで出逢ったという元近鉄・井本隆との熱愛は、井本が妻帯者だったこともあり話題になった（後に井本がヤクルトへトレードされるきっかけにもなった）。この時に子供を身ごもり、井本とは後に籍を入れるが1984年に離婚。別れたのちはお互いに暴露本を出版するなど関係が泥沼化した。以後はテレビへの露出もめっきり減り、時折、週刊誌のグラビアやヘアヌード写真集で顔を見せる程度の芸能活動となる。
2007年初頭に突如、エミー主演のアダルトビデオ、『芸能界騒然スキャンダラスな女 横山エミー』の発売が告知されたが、直前になって販売が見送られてしまう。翌年の2008年、再度3月25日づけでの販売がアナウンスされるものの、2度目も販売中止となった。2009年6月末、『芸能界騒然スキャンダラスな女 横山エミー』は映天より発売されることが急遽アナウンスされた。それにともない、同社Webサイトで関連コンテンツを設けての正式な告知が出され、翌週の7月3日に発売。最初の発売告知より、約2年半後のことであった。
なお、作品リリースの翌週に発売された週刊誌「フラッシュ」「週刊実話」には作品関連のグラビア記事が掲載され、同年8月には2作目の主演アダルトビデオ『極情貴婦人 横山エミー』が発表された。

## 出演

### バラエティ番組
- 11PM　…火曜、木曜アシスタント （NTV）
- ぎんざNOW　…司会アシスタント（TBS系）
- 所ジョージのTV海賊チャンネル　…横山エミーのコーナー （NTV）
- 大正週間漫画ゲラゲラ45[2]（テレビ朝日）

### ドラマ
- 1979年
  - 土曜ワイド劇場「ゴールデン推理3　ピンクハンター 日本に1人しかいない刑事」（テレビ朝日系）
- 1981年
  - 噂の刑事トミーとマツ 第60話「ナヌ! ドラマの犯人が本物だァ?」（TBS / 大映テレビ） - ペットの飼主
  - プロハンター 第18話「夕陽に赤い帆」（NTV　/ セントラル・アーツ）
- 1982年
  - 大江戸捜査網 第559話「女がさまよう禁断の迷路」（テレビ東京 / 三船プロ） - おしん
  - ザ・サスペンス 「殺人刑事が愛した女」（TBS）
- 1983年
  - 火曜サスペンス劇場 「狙われた美人キャスター」（NTV）
- 1985年
  - 「勝手にしやがれ殺人事件・結婚詐欺師とよばれて」（TBS）
  - 火曜サスペンス劇場 「旅路」（NTV）
- 1986年
  - 誇りの報酬 第24話「愛は永遠に…」（NTV / 東宝） - 梶山の恋人
  - 火曜サスペンス劇場 「引き裂かれた白衣」（NTV）
- 火曜サスペンス劇場、土曜ワイド劇場　…など多数出演

### 映画
- 1979年
  - スーパーGUNレディ・ワニ分署（にっかつ） - 火野三夏 役
- 1981年
  - 太陽のきずあと（東映セントラルフィルム） - 桜井加奈子 役
  - なんとなく、クリスタル（松竹） - 江美子 役
  - 後から前から　（にっかつ）
  - モア・セクシー　獣のようにもう一度 （にっかつ） - オバン 役
  - セクシー・ぷりん　癖になりそう （にっかつ） - ダンディ 役
- 2001年
  - 修羅の道1（東映ビデオ）
  - 修羅の道2（東映ビデオ）
- 2004年
  - 修羅の道3（東映ビデオ） - クラブ・優華のママ 役
- 2007年
  - 実録・北九州ヤクザ戦争　侠嵐（GPミュージアムソフト）
  - 実録・北九州ヤクザ戦争　侠嵐・完結編（GPミュージアムソフト）

### 舞台
- 天地劇公演「竜馬翔く」 (脚本・演出、南原宏治)

### イメージビデオ
- I Never For Get You. （宇宙企画）
- BOND FILM.3　（大洋図書）

### アダルトビデオ
- 2008年
  - 芸能界騒然スキャンダラスな女 横山エミー（映天）
  - 極情貴婦人 横山エミー（映天）

## 写真集
- PHOTOBOOK3　横山エミー写真集「BOND」（大洋図書）
- マイク岡田熱写館2 横山エミー物語・熱い誘惑 （愛宕書房）
- 横山エミー写真集 「BELIVE」 （光文社）
- フェンス （芳賀書房）
- 週刊プレイボーイ特別編集 ギャルズ・メイト '82

## 著書
- 愛のおわりに （コアラブックス）

## 横山エミーを取り上げた週刊誌
- 週刊平凡パンチ
- 週刊女性
- 週刊プレイボーイ
- フォーカス
- 週刊ポスト
- 週刊宝石
- 週刊現代